# Verstaatlichung

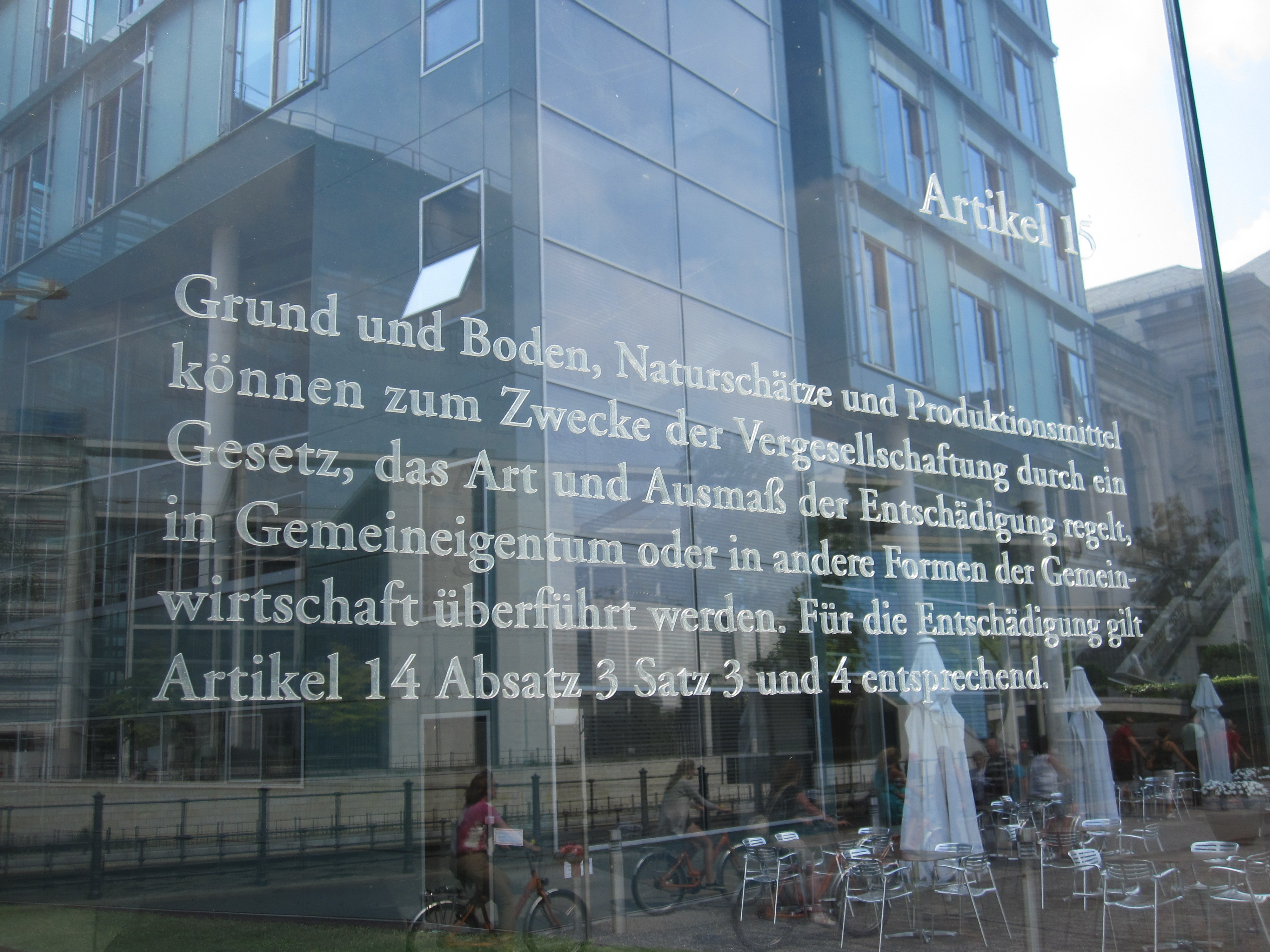
Artikel 15 [des Grundgesetzes] – eine Arbeit von Dani Karavan an den Glasscheiben zur Spreeseite beim Jakob-Kaiser-Haus des Bundestages in Berlin

Verstaatlichung ist die Überführung von Privateigentum in Staatseigentum und/oder die Übertragung privater Aufgaben in staatliche Verantwortung.

## Grundlagen
Verstaatlichung bezieht sich vielfach auf das Eigentum an Unternehmen, kann sich aber auch auf andere Formen des Eigentums (z. B. Immobilien oder Rechte) beziehen.
Von der häufig punktuell ansetzenden Vergesellschaftung in marktwirtschaftlich orientierten Staaten wird die „flächendeckende“ Vergesellschaftung der Produktionsmittel zum Aufbau einer sozialistischen Planwirtschaft unterschieden. Bei flächendeckender Verstaatlichung zum Aufbau einer sozialistischen Wirtschaft spricht man auch von Sozialisierung. Der entgegengesetzte Prozess (die Überführung von Staatseigentum in Privatbesitz) wird Privatisierung genannt. Verstaatlichungen können zivilrechtlich durch Kauf aber auch durch Enteignungen durch den Staat erfolgen.
Verstaatlichungen oder Teilverstaatlichungen erfolgen aus verschiedener Motivation:

### Hoheitliche Aufgaben
Geschichtlich wurden vielfach auch Aufgaben privat organisiert, die heute als staatliche Aufgaben angesehen werden. So wurde die Einziehung von Steuern durch Steuerpächter durchgeführt oder private Kreditinstitute mit der Ausgabe von Banknoten betraut. Diese Aufgaben werden heute weitgehend als hoheitliche Aufgabe wahrgenommen und verstaatlicht.

### Fiskalische Interessen
Der Staat erzielt aus seiner unternehmerischen Tätigkeit Erträge. Die Erzielung zusätzlicher Erträge wird als Motiv für Verstaatlichungen genannt. In der Zeit des Nationalsozialismus dienten Arisierungen teilweise der privaten Bereicherung, teilweise wurde das jüdische Eigentum verstaatlicht. Häuser, die ehemals im Besitz jüdischer Familien waren, wurden dann unter anderem von Polizei und Wehrmacht genutzt.
Bereits in Zeiten der Republik war es im antiken Rom Politik einzelner Machthaber wie zum Beispiel Lucius Cornelius Sulla Felix, politische Gegner auf sogenannte Proskriptionslisten zu setzen, womit diese ‚vogelfrei‘ waren und ihr Besitz der „res publica“ verfiel. Diese Vorgehensweise war später auch im Kaiserreich beliebt und diente der Bereicherung des Kaisers.

### Natürliche Monopole
Natürliche Monopole können zu einer Störung des Marktgleichgewichts führen. Aus diesen und anderen Gründen versuchten einzelne Staaten, Konzessionierung und Preiskontrollen dieser Märkte einzuführen. Eine Regierung kann sich neben einer Marktregulierung, Öffnung der monopolisierten Märkte oder einem „Nichteinschreiten“ zu einer Verstaatlichung entscheiden. Nachteilig ist dabei, dass ein Staatskonzern weniger Anreize hat, Kosten zu senken.
Die Eisenbahn wurde in vielen Staaten Staatsmonopol, Strom-, Gas- und Wasserversorger wurden im Rahmen der Verstaatlichung meist Kommunaleigentum. Beispielsweise verstaatlichten zwischen 1879 und dem Ersten Weltkrieg die deutschen Länder nach und nach ihre Eisenbahnnetze, sodass 1913 etwa 58.300 von 63.377 Kilometern Eisenbahnstrecken im Deutschen Reich den Bundesstaaten gehörten. 1920 wurden durch einen Staatsvertrag alle zehn Länderbahnen zur Deutschen Reichsbahn vereinigt.
Die Frage der Privatisierungen von Staatseigentum an Versorgungsunternehmen seit den 1980er Jahren wird kontrovers diskutiert. Vielfach wird heute durch Trennung von Netz, Produktion und Vertrieb versucht, auf Teilbereiche dieser Märkte staatliche Marktregulierungsmaßnahmen vorzunehmen.

### Wirtschaftskrisen
Verstaatlichungen oder Teilverstaatlichungen finden in besonderen Ausnahmesituationen als politisches Instrument zur Stabilisierung statt, beispielsweise in Wirtschaftskrisen wie etwa der Finanzkrise ab 2007 durch Maßnahmen zum Schutz der Kreditwirtschaft, aber auch der Wirtschaft insgesamt. Solche Notverstaatlichungen fanden unter anderem statt im Falle General Motors, American International Group (beide USA), Hypo Real Estate (Deutschland), Bankia (Spanien, 2012).
Kritiker bezeichnen solche Verstaatlichungen als „Sozialisierung von Verlusten“. Andere sehen in Verstaatlichungen eben eine Möglichkeit, solche Verlustsozialisierungen einzudämmen.
In marktwirtschaftlich orientierten Staaten können Unternehmen eine  systemrelevante („systemische“) Größe oder Bedeutung erlangen (englisch too big to fail), angesichts dessen das Unternehmen darauf vertrauen kann, dass der Staat in einer Notlage durch eine Rettungsaktion (englisch bailout) eingreift. Dadurch kann ein Fehlanreiz zum Eingehen zusätzlicher finanzieller Risiken entstehen (Moralisches Risiko).
Im Falle der drohenden Insolvenz steht der Staat vor dem Dilemma, entweder systemwidrig Staatsbeteiligungen oder Verstaatlichungen zu beschließen, oder das Unternehmen fallen zu lassen, was die Gefahr einer Wirtschaftskrise erhöhen könnte.
Der Konkurs von Lehman Brothers 2008 rückte allgemein ins Bewusstsein, wie viele Unternehmen heute systemrelevant sind. Die staatliche Wettbewerbspolitik müsste drastische Maßnahmen anordnen, etwa eine Zerschlagung zu großer Unternehmen – so ordneten 1911 die USA die Zerschlagung der Standard Oil Company an. Siehe auch Kartellrecht.

### Umweltkatastrophe
Im Zuge der Nuklearkatastrophe von Fukushima wurde das Energieversorgungsunternehmen Tepco verstaatlicht.

### Kriegswirtschaft
Die Kriegswirtschaft ist meist nicht privat organisiert, sondern in hohem Maße durch den Staat gesteuert. Neben der Einführung von planwirtschaftlichen Elementen erfolgte vielfach auch eine Verstaatlichung kriegswichtiger Betriebe. Hierzu trug auch die Beschlagnahmung von industriellem Feindvermögen bei.
Am 13. Mai 1936 wurde in der Tschechoslowakei das „Staatsverteidigungsgesetz“ erlassen, das sämtliche kriegswichtigen Betriebe der Oberaufsicht der Militärverwaltung unterstellte. Da eine Armee so gut wie alles braucht, geriet praktisch die gesamte Industrie unter Kontrolle des Militärs. Dies führte dazu, dass alle Angestellten in den Verwaltungsorganen der Industrie „staatlich verläßlich“ sein mussten.

### Strategische Branchen
Es werden vorzugsweise wichtige „strategische“ Wirtschaftszweige oder ganze Wirtschaftszweige verstaatlicht, damit diese nicht unter ausländischen Einfluss geraten („Nationalisierung“).
In Entwicklungsländern (Trikont-Ländern) begründen Regierungen Verstaatlichungen häufig damit, das Land aus einer Abhängigkeit von transnationalen Unternehmen herausführen zu wollen. Gängig ist die Praxis, strategisch wichtige Rohstoffquellen oder Schlüsselindustrien eines Landes zu verstaatlichen; oft, um einen vorher erfolgten politischen Machtwechsel abzusichern.

### Sozialismus
Im Manifest der Kommunistischen Partei forderten Karl Marx und Friedrich Engels die Verstaatlichung aller Produktionsinstrumente:

„Das Proletariat wird seine politische Herrschaft dazu benutzen, der Bourgeoisie nach und nach alles Kapital zu entreißen, alle Produktionsinstrumente in den Händen des Staats, das heißt des als herrschende Klasse organisierten Proletariats, zu zentralisieren und die Masse der Produktionskräfte möglichst rasch zu vermehren.“

Marx und Engels forderten im Kommunistischen Manifest unter anderem auch
- Zentralisation des Kredits in den Händen des Staats durch eine Nationalbank mit Staatskapital und ausschließlichem Monopol.
- Zentralisation des Transportwesens in den Händen des Staats
- Vermehrung der Nationalfabriken, Produktionsinstrumente, Urbarmachung und Verbesserung aller Ländereien nach einem gemeinschaftlichen Plan.

Engels sah Verstaatlichungen später differenzierter und nicht mehr in jedem Falle positiv:

„Der moderne Staat, was auch seine Form, ist eine wesentlich kapitalistische Maschine, Staat der Kapitalisten, der ideelle Gesamtkapitalist. Je mehr Produktivkräfte er in sein Eigentum übernimmt, desto mehr wird er wirklicher Gesamtkapitalist, desto mehr Staatsbürger beutet er aus. Die Arbeiter bleiben Lohnarbeiter, Proletarier. Das Kapitalverhältnis wird nicht aufgehoben, es wird vielmehr auf die Spitze getrieben.“

und:

„Allerdings, wäre die Verstaatlichung des Tabaks sozialistisch, so zählten Napoleon und Metternich mit unter den Gründern des Sozialismus … wenn Bismarck ohne jede ökonomische Notwendigkeit die Hauptbahnlinien Preußens verstaatlichte, so waren das keineswegs sozialistische Schritte, direkt oder indirekt, bewußt oder unbewußt.“

## Nationales

### Deutschland
In Deutschland bestehen keine Einschränkungen des Staates als Unternehmer. Der Kauf und Betrieb von Unternehmen steht dem Staat und den Gebietskörperschaften frei.
Die Möglichkeiten einer Enteignung sind in Art. 15 i. V. m. Art. 14 Abs. 3 Grundgesetz geregelt. Dieser besagt: „Grund und Boden, Naturschätze und Produktionsmittel können zum Zwecke der Vergesellschaftung durch ein Gesetz, das Art und Ausmaß der Entschädigung regelt, in Gemeineigentum oder in andere Formen der Gemeinwirtschaft überführt werden …“. Das Grundgesetz trifft keine Aussage über die Wirtschaftsordnung der Bundesrepublik Deutschland. Es kennt die Möglichkeit der Vergesellschaftung der Produktionsmittel, ordnet sie aber nicht an. Kennzeichen einer legalen Verstaatlichung ist es aber, dass eine Abwägung von Privat- und Allgemeininteressen durchgeführt wird und es zu einer angemessenen Entschädigung des oder der Enteigneten kommt.
Ebenso gibt es ähnliche Klauseln in vielen Landesverfassungen. In den Verfassungen von Rheinland-Pfalz und Nordrhein-Westfalen wurde festgeschrieben, dass Unternehmen, die aufgrund ihrer monopolartigen Stellung Bedeutung haben, in Gemeineigentum überführt werden sollen. Die bremische Landesverfassung genehmigt Verstaatlichungen, wenn der Unternehmenszweck besser in gemeinwirtschaftlicher Form erreicht werden kann. Im Saarland dürfen laut Gesetz sogar Schlüsselindustrien wegen ihrer überragenden Bedeutung für die Wirtschaft nicht in Privateigentum stehen. Ebenso hat die bayerische Verfassung Verstaatlichung vorgesehen, „wenn die Rücksicht auf die Gesamtheit es erfordert“.
Für die entsprechende Regelung in der hessischen Verfassung siehe Sozialisierungsartikel 41.

### Österreich
Die Verstaatlichung in Österreich wurzelt in den Jahrhunderten der Habsburgermonarchie, angefangen beim Privatbesitz der Dynastie, dem kaiserlichen Salzkammergut und dem Herrschaftswald im spätmittelalterlich-frühneuzeitlichen Merkantilismus, über das absolutistische habsburgische und k.k./k.u.k. Postwesen, bis hin zum k.k. Eisenbahnwesen des Industrialismus. Nach deren Auflösung 1918 und vor allem zu Beginn der Zweiten Republik kamen zahlreiche Schlüsselunternehmen in den Besitz der Republik Österreich. In der Periode zwischen den 1980ern und um die Jahrtausendwende kam es zu weitgehenden Privatisierungen in allen Bereichen der Wirtschaft, im Gefolge der weltweiten Finanzkrise ab 2007 aber wieder zu erneuten – teilweise unfreiwilligen – Verstaatlichungen.

### Frankreich
1907 verstaatlichte Frankreich aus wirtschaftlichen Motiven die „Compagnie ferroviaire de l’Ouest“, die in finanziellen Schwierigkeiten war. 1919 übernahm Frankreich die (1904 entdeckten) Kali-Minen im Elsass, nachdem das Elsass durch den Friedensvertrag von Versailles wieder unter die Herrschaft Frankreichs gekommen war.
In den 1930er-Jahren – Frankreich litt (ähnlich wie viele andere westliche Industrieländer) unter Nachwirkungen der Weltwirtschaftskrise von 1929 – forderten manche (z. B. Politiker der Linken und Gewerkschafter) Verstaatlichungen.
Die Front populaire verstaatlichte am 11. August 1936 einige Unternehmen des „Complexe militaro-industriel“ sowie die Eisenbahnen und schufen die SNCF. Der Bereich Flugzeugbau wurde 1937 teilweise verstaatlicht.
Die Banque de France wurde nicht verstaatlicht. Manche kritisierten Verstaatlichungen als Interventionismus.
Nach der Befreiung Frankreichs von der Besetzung durch die Wehrmacht gab es drei Verstaatlichungswellen:
- Die erste (Dezember 1944 bis Januar 1945): Général de Gaulle ordnete mittels „Ordonnance en droit constitutionnel français“ am 14. Dezember 1944 an, die französischen Bergwerke zu verstaatlichen. Am 16. Januar 1945 ordnete er die Verstaatlichung des Automobil-Unternehmens Renault an; Renault wurde „pour collaboration avec l’ennemi“ (wegen Kollaboration mit dem Feind) entschädigungslos verstaatlicht und wurde nun eine „régie“ (Régie en droit public français, etwa: Staatsbetrieb nach französischem Öffentlichen Recht).
- die zweite (Mai 1945 bis Mai 1946)
- die dritte (Februar bis Juni 1948)

François Mitterrand (1916–1996), Staatspräsident vom 21. Mai 1981 bis 17. Mai 1995 und erster als „Sozialist“ (Parti socialiste) geltender französischer Staatspräsident der 5. Republik, ordnete die Verstaatlichung zahlreicher französischer Unternehmen an und betrieb umfangreiche Sozial- und Arbeitsmarktreformen.
Das Französische Verfassungsgericht billigte im Rahmen seiner (damals relativ geringen) Kompetenzen das Gesetz am 11. Februar 1982.
Unter anderem wurden die fünf größten Industriekonzerne Frankreichs, etwa der Baukonzern Saint-Gobain oder der Chemiekonzern Rhône-Poulenc, außerdem 39 Banken und zwei Finanzgesellschaften verstaatlicht. Es folgte eine großangelegte Verstaatlichungswelle, die auch Unternehmen der Stahlindustrie sowie Waffen- und Luftfahrtkonzerne wie Dassault und Matra betraf.
Die zu zahlenden Entschädigungen – etwa 39 Milliarden Französische Francs – erhöhten die Staatsverschuldung erheblich.

### Vereinigtes Königreich (Großbritannien)
Am 17. April 1946 beschloss die damalige britische Regierung (Premierminister: Clement Attlee, Labour Party), große Teile der Eisen- und Stahlindustrie des UK zu verstaatlichen. Sie gründete das National Coal Board (später umbenannt in British Coal) und die Iron and Steel Corporation of Great Britain.
1948 wurden unter anderem die vier Eisenbahngesellschaften des UK verstaatlicht; British Rail wurde gegründet.
Margaret Thatcher, Premierministerin von 1979 bis 1990, privatisierte in ihrer zweiten Legislaturperiode zahlreiche Staatsunternehmen. Es war ihr Ziel, den Einfluss des Staates und der Gewerkschaften auf die Wirtschaft deutlich zu verringern. Mit der Privatisierung vieler Staatsunternehmen (etwa der British Telecom, British Petroleum (BP), British Airways) und lokaler Versorgungsunternehmen (Trinkwasserversorgung, Elektrizitätsunternehmen) wurde auch die Staatsquote deutlich reduziert.
Als ein Schlüsselereignis gilt der Streik der britischen Bergarbeiter (1984/85) gegen die geplanten Schließungen bzw. Privatisierungen ihrer Zechen. Der Streik dauerte ein Jahr. Die Gewerkschaft National Union of Mineworkers (NUM) hatte bald ihre Rücklagen („Streikkasse“) aufgebraucht und konnte dann keine Streikgelder mehr zahlen. Am 3. März 1985 stimmte eine Delegiertenkonferenz der NUM schließlich für das Ende des Arbeitskampfes. Durch den „Sieg“ Thatchers sank der Einfluss der englischen Gewerkschaften dauerhaft. Der Weg für weitere Reformen wie die Abschaffung des Closed Shop (gesetzlich vorgeschriebene Zwangsmitgliedschaft in Gewerkschaften für Arbeiter zahlreicher Unternehmen) und das Verbot der sogenannten Flying Pickets (Streikposten, die nicht dem bestreikten Betrieb angehören) war frei.
Seit der Wahlniederlage der Tories im Sommer 2024 befindet sich die interventionistische Wirtschaftspolitik in Großbritannien im Aufwind.